# تی‌وی ۸ (ترکیه)
تی‌وی ۸ (به ترکی استانبولی: TV8) TV sekiz ,  یک کانال تلویزیونی به زبان ترکی استانبولی می باشد که زیر مجموعه‌ای از گروه رسانه‌ای «MNG» است. این کانال برنامه های خود را از ۲۲ فوریه سال ۱۹۹۹ آغاز کرده است . برنامه های این کانال از شهر استانبول ترکیه پخش می شود و صاحب امتیاز اصلی این کانال تلویزیونی آجون ایلیجالی می باشد.

## برنامه ها
- ۲۰۱۴: (به ترکی استانبولی: Yeteneksizsiniz Türkiye) مسابقه استعداد یابی افراد
- ۲۰۱۴: (به ترکی استانبولی: O Ses Türkiye) مسابقه آواز خوانی زرگ سالانب
- ۲۰۱۴: (به ترکی استانبولی: O Ses Çocuklar) مسابقه آواز خوانی کودکان
- ۲۰۱۴: (به ترکی استانبولی: Sürvivor)مسابقه بازمانده
- ۲۰۱۴: (به ترکی استانبولی: Para Bende) پول از آن من است
- ۲۰۱۴: (به ترکی استانبولی: Ninja Warrior Türkiye)
- ۲۰۱۴: (به ترکی استانبولی: Ver Fırına) مسابقه آشپزی
- ۲۰۱۴: (به ترکی استانبولی: Hülya Avşar Show) مصاحبه با افراد مشهور توسط هولیا آوشار
- ۲۰۱۵: (به ترکی استانبولی: İşte Benim Stilim)مسابقه لباس